# ایگار (مجارستان)
ایگار (به مجاری: Igar) یک شهرداری در مجارستان است که در ناحیه شاربوگارد واقع شده‌است. ایگار ۴۱٫۱۹ کیلومتر مربع مساحت و ۱٬۱۳۶ نفر جمعیت دارد.